# Плетнёв, Александр Евстафьевич
Алекса́ндр Евста́фьевич Плетнёв (20 января (1 февраля) 1889, Уфа, Российская империя — 17 апреля 1972 года, Куйбышев, СССР) — советский художник.

## Биография
Александр Евстафьевич Плетнёв родился 20 января 1889 в Уфе. Начал приобщаться к художественному ремеслу, помогая варить клей квартиранту-художнику. Начиная с 1902 года помогал приехавшему в Уфу с выставкой своих картин художнику Ивану Платоновичу Мешалкину (1868—1947), позднее учился у местного художника С. Соколова. В течение двух лет работал в иконописной мастерской. Начиная с зимы 1906 года работал в железнодорожных мастерских, где занимался малярными и шрифтовыми работами, в то же время продолжал самостоятельно заниматься живописью. С 1908 года был на срочной воинской службе в Русской императорской армии, которую проходил в полковой канцелярии в Смоленске, что позволяло продолжать самостоятельно заниматься рисованием. После демобилизации в 1910 году приехал на жительство в родное село своего отца Ильинское Вятской губернии. В селе был нанят на работу неким Суворовым — учеником академика живописи Василия Васильевича Шокорева для настенной росписи в одной из местных церквей.
В 1912 году переехал в Самару, где снова устроился на работу в переведённые к тому времени в этот город железнодорожные мастерские. Обучался у Петра Антоновича Краснова — выпускника первого набора Пензенского художественного училища и ученика Константина Аполлоновича Савицкого. После Февральской революции 1917 года перешёл в Клуб железнодорожников, где под руководством декоратора Ивана Михайловича Левина занимался изготовлением флагов и транспарантов. После того, как Краснов был переведён на работу в Военный клуб, занял его место в Клубе железнодорожников. Одновременно стал работать в организации «Всехудожник», где занимался изготовлением копий известных картин и писал маслом портреты. С 1932 года учился у Виктора Павловича Батурина. С 1938 года — член Союза художников СССР. С 1938 по 1960 годы участвовал в областных художественных выставках.
С 1948 года руководил кружком изобразительного искусства при заводе им. Масленникова, который размещался в полуподвальном помещении ДК «Звезда». Скончался 17 апреля 1972 года в Куйбышеве (ныне Самара), был похоронен на городском кладбище.
В рамках выставки ученика Плетнёва Виктора Петровича Денисова, состоявшейся в феврале 2024 года в Самарском художественном музее, была организована демонстрация этюдов Александра Евстафьевича Плетнёва.

## Основные работы
Основные работы:
- Волга в 1942 году (1942)
- Нефтепромыслы на Волге (1947)
- На этюдах (1949)